# Saint Etienne (groupe)
Pour les articles homonymes, voir Saint-Étienne (homonymie).
Saint Etienne est un groupe anglais formé à Londres et composé de Sarah Cracknell, Bob Stanley (en) et Pete Wiggs (en).
Le nom du groupe fait référence à l'AS Saint-Étienne, club de football qui domine le football français dans les années 1970 et réussit à aller jusqu'en finale de la Coupe des clubs champions européens en 1976.

## Historique
Peter Wiggs et Bob Stanley fondent le groupe en 1990 à Croydon, une ville de la banlieue sud de Londres.
Ils rencontrent Moira Lambert (du groupe Faith Over Reason) et reprennent ensemble la chanson de Neil Young Only Love Can Break Your Heart puis sortent l'album Foxbase Alpha en 1991, accompagnés cette fois par Sarah Cracknell. Le deuxième album, So Tough, sort en 1993, suivi de Tiger Bay en 1994. En 1995, leur reprise de Week-end à Rome d’Étienne Daho (devenue He's on the Phone) est un succès, précédant un break pendant lequel la chanteuse Sarah Cracknell sort un album solo (Lipslide, suivi du mini-album Kelly's Locker aux États-Unis). Mais ils reviennent en 1998 avec l'album Good Humor. Ils sortent ensuite Sound of Water en 2000, Finisterre en 2002 et Tales From Turnpike House en 2005.
Le groupe Saint Étienne est l'un des plus prolifiques de sa génération. Outre une dizaine d'albums en quinze ans de carrière, ils réussissent l'exploit d'avoir sorti davantage de compilations et singles que d'albums. Ils ont aussi collaboré avec ou produit bon nombre d'artistes et de groupes parmi lesquels : Étienne Daho, Kylie Minogue, Kenickie, Shampoo, Aphex Twin, Kid Loco, The Charlatans, etc.
Le groupe a aussi réalisé plusieurs films documentaires exprimant (tout comme leurs chansons) leur amour pour Londres : Finisterre - A Film About London (2003) a reçu les éloges de nombreux critiques ainsi que de Ken Livingstone, maire de Londres lui-même. Le film a fait le tour des festivals de films indépendants avant d'être commercialisé en DVD en 2005. Quant à leur film suivant, Caff (2005), il continue à être projeté dans divers festivals.
L'album Words and Music by Saint Etienne sort en mai 2012. Un premier extrait de cet album Tonight a été offert par le groupe en janvier 2012. L'album sera précédé par un single I've Got Your Music.
Home Counties paraît en 2017.
L'album I've Been Trying to Tell You est publié le 10 septembre 2021, et The Night fin 2024.
Le groupe annonce sa dissolution pour septembre 2025, avec la parution d’un dernier album International .

## Discographie

### Albums studio
- Foxbase Alpha (1991)
- So Tough (1993)
- Tiger Bay (1994)
- Reserection (mini-album avec Étienne Daho) (1995)
- Good Humor (1998)
- Places to Visit EP (1999)
- The Misadventures of Saint Étienne (Japon uniquement - 1999)
- Sound of Water (2000)
- Finisterre (2002)
- Tales from Turnpike House (2005)
- Words and Music by Saint Etienne (2012)
- Home Counties (2017)
- I've Been Trying to Tell You (2021)
- The Night (2024)
- International (2025)

### Compilations / Rééditions
- You Need a Mess of Help to Stand Alone (1993)
- Too Young to Die - The Singles (1995) #17 UK
- Fairytales from Saint Étienne (Japon uniquement - 1995)
- I Love to Paint (Fanclub - 1995)
- Casino Classics (Remixes) (1996) #34 UK
- Continental (Japon uniquement - 1997)
- Fairfax High (1998)
- Built on Sand (Fanclub - 1999)
- Interlude (États-Unis uniquement - 2001)
- Smash the System: Singles and More (2001)
- Asleep at the Wheels of Steel (Fanclub - 2002)
- Travel Edition 1990-2005 (États-Unis uniquement - 2005)
- Smash the System: Singles 1990-99 (2005)
- Up The Wooden Hill (sampler offert avec l'album Tales From Turnpike House) (2005)
- Nice Price (Fanclub - 2005)
- Dirty Laundry (Fanclub - 2005)
- London Conversations: The Best Of Saint Étienne (2009)
- So Tough (Edition Deluxe 17 titres bonus) (2009)
- Sound of Water (Edition Deluxe 17 titres bonus) (2009)
- Words and Music... by Saint Etienne (Edition Deluxe 13 titres bonus) (2020)

### Singles
- Only Love Can Break Your Heart (reprise, 1990) #95 UK
- Kiss and Make Up (1990) #80 UK
- Nothing Can Stop Us/Speedwell (1991) #54 UK
- Only Love Can Break Your Heart (reprise, 1991) #39 UK
- 7 Ways To Love (1991) #8 UK
- He Is Cola (1991)
- Join Our Club/People Get Real (1992) #21 UK
- Avenue (1992) #40 UK
- The Fred EP (avec Flowered Up and Rockingbirds) (1992) #26 UK
- You're in a Bad Way (1993) #12 UK
- Hobart Paving (en) / Who Do You Think You Are (en) (1993) #23 UK
- I Was Born on Christmas Day (1993) #37 UK
- Pale Movie (1994) #28 UK
- Like a Motorway (1994) #47 UK
- Hug My Soul (1994) #32 UK
- He's on the Phone (1995) #11 UK
- Sylvie (1998) #12 UK
- The Bad Photographer (1998) #27 UK
- Tell Me Why (The Riddle) (Paul Van Dyk featuring Saint Étienne) (2000) #7 UK
- How We Used To Live (2000)
- Heart Failed (in the Back of a Taxi) (2000) #50 UK
- Boy Is Crying (2001) #34 UK
- Action (2002) #41 UK
- Soft Like Me (2003) #40 UK
- Side Streets (2005) #36 UK
- A Good Thing (2005) #70 UK
- Method of Modern Love (2009)

## Vidéographie
- Too Young To Die - The Videos (1995)
- Smash The System - Videos and more (2002)
- Finisterre - A Film About London (2005)
- A London Trilogy: The Films of Saint Etienne 2003-2007 (2013)